# Adriana Louvier
Pour les articles homonymes, voir Louvier et Vargas.
Adriana Louvier Vargas (Mexico; 18 septembre 1980), est une actrice et animatrice de télévision mexicaine.

## Filmographie

### Telenovelas
- 2000 : Golpe bajo (TV Azteca) : Lluvia
- 2001 : Lo que es el amor (TV Azteca) : Julieta Rivas
- 2003 : Enamórate (TV Azteca) : Pato
- 2003 : La mujer de Lorenzo (Venevisión) : Silvia
- 2004-2005 : La heredera (TV Azteca) : Linda
- 2005 : Top models (TV Azteca 2005) : Carla Oliver del Río (Cossy del Río)
- 2005-2006 : Amor en custodia (TV Azteca) : Tatiana Aguirre
- 2006-2007 : Ángel, las alas del amor (TV Azteca) : Celeste
- 2008 : Tengo todo exepto a ti (TV Azteca) : Estefanía García Woolrich
- 2011 : Emperatriz (TV Azteca) : Esther Mendoza Del Real (Antagoniste)
- 2012 : Corona de lágrimas (Televisa) : Olga Sánchez (Antagoniste)
- 2013-2014 : Quiero amarte (Televisa) : Constanza Olazabal
- 2014 : Yo no creo en los hombres (Televisa) : Dolores Morelas
- 2016 : Sin rastro de ti : Julia Borges / Lorena Mendoza
- 2017-2018 : Amours coupables (Caer en tentación) : Carolina Rivas Trejo de Alvarado
- 2025 : Péchés inavouables : Fedra

### Films
- 2005 : Yo también te quiero : Tania
- 2007 : El diente de la princesa
- 2007 : Déjalo así
- 2010 : Toda la suerte del mundo : Elena
- 2011 : Adiós, mundo cruel : Claudia
- 2011 : Amar no es querer : Jackie
- 2012 : Hidden Moon : Apolonia
- 2013 : Sobre ella : Sandra
- 2014 : Fachon Models : Carolina
- 2014 : Más negro que la noche : María
- 2015 : Ilusiones S.A : Isabel

## Théâtre
- 2003 : Crímenes del corazón
- 2008-2009 : Fresas en invierno